# Brankovci (Bosilegrad)
Brankovci (cirill betűkkel Бранковци, bolgárul Бранковци (Bránkovci)) egy falu Szerbiában, a Pcsinyai körzetben, a Bosilegradi községben.

## Népesség
- 1948-ban 356 lakosa volt.
- 1953-ban 366 lakosa volt.
- 1961-ben 342 lakosa volt.
- 1971-ben 290 lakosa volt.
- 1981-ben 210 lakosa volt.
- 1991-ben 143 lakosa volt
- 2002-ben 116 lakosa volt,[1] akik közül 92 bolgár (79,31%), 19 jugoszláv (16,37%), 2 szerb (1,72%), 1 macedón, 1 ismeretlen.[2]